# Catedral de San Nicolás (Chicago)
La Catedral de San Nicolás también llamada Catedral Católica Ucraniana de San Nicolás (en inglés: St. Nicholas Cathedral) es una catedral católica que sigue el rito ucraniano situada en el vecindario de la villa ucraniana de Chicago, Illinois, Estados Unidos. Es la sede de la eparquía de San Nicolás de Chicago (Eparchia Sancti Nicolai Chicagiensis Ucrainorum).
A finales de la década de 1890, los inmigrantes procedentes de la Ucrania occidental y de los Cárpatos empiezan a llegar al norte de Chicago. La planificación para el establecimiento de la parroquia de San Nicolás comenzó en 1905 por un pequeño grupo de trabajadores ucranianos. La parroquia fue establecida al año siguiente el 28 de enero. Para entonces habían conseguido suficiente dinero para comprar su primera iglesia de una congregación protestante danesa en las calles Bishop y superior. La propiedad en el bulevar de Oakley y la calle Rice fue comprada en 1913 y la iglesia actual fue terminada en 1915. La propiedad en Higgins Road fue comprada para un cementerio en 1925 por $ 10,000.00.
La escuela parroquial fue construida en 1936. A medida que más inmigrantes se asentaron en el barrio después de la Segunda Guerra Mundial y la congregación creció, la escuela se amplió en 1954. La eparquía de San Nicolás de Chicago fue establecida por el papa Juan XXIII el 14 de julio de 1961 cuando San Nicólas fue elevada al estatus de catedral. De 1974 a 1977 el interior de la catedral fue renovado por el iconógrafo Boris Makarenko. La liturgia se celebra tanto en ucraniano como en inglés.

## Véase también

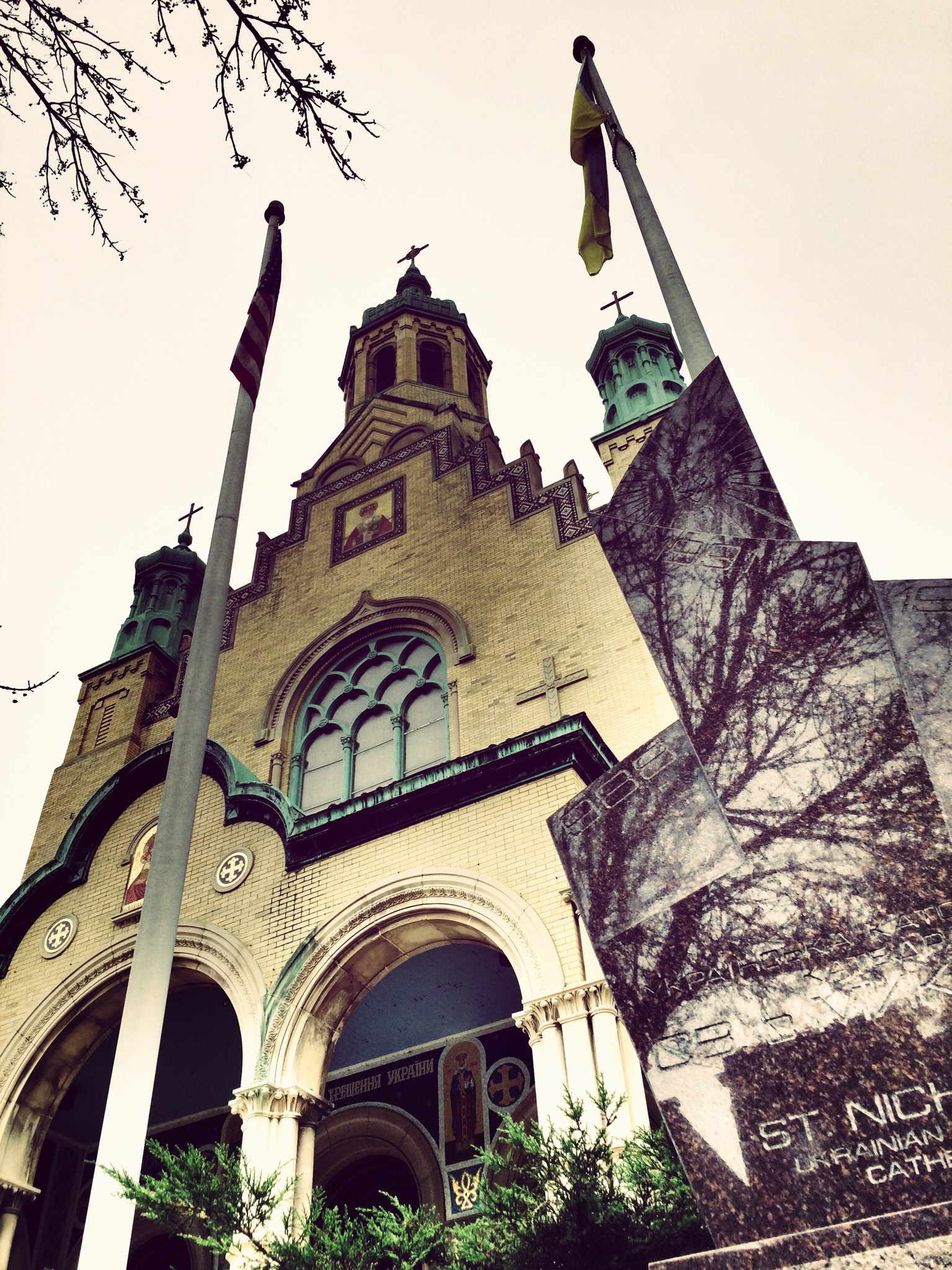
Vista de la fachada